# Liste der denkmalgeschützten Objekte in Seefeld-Kadolz
Die Liste der denkmalgeschützten Objekte in Seefeld-Kadolz enthält die 14 denkmalgeschützten, unbeweglichen Objekte der Gemeinde Seefeld-Kadolz.

## Denkmäler
| Foto |                 | Denkmal                                                               | Standort                                         | Beschreibung | Metadaten |
| ---- | --------------- | --------------------------------------------------------------------- | ------------------------------------------------ | --- | --- |
| ja   | Datei hochladen | Volksschule HERIS-ID: 6052 Objekt-ID: 1927                            | Großkadolz 114 Standort KG: Großkadolz           | Die Volksschule wurde im Jahr 1898 vom Maurermeister Franz Novak aus Haugsdorf errichtet und am 15. August des gleichen Jahres eingeweiht. Am 2. August 1992 wurde die Schule von der Gemeinde nach ihrem Ehrenbürger und Volksschuldirektor in Anton Th. Dietmaier-Schule umbenannt. 1996 wurde der Keller der Schule in ein Jugendheim für Zusammenkünfte und Veranstaltungen umgebaut. | BDA-Hist.: Q37873277 Status: § 2a Stand der BDA-Liste: 2025-06-30 Name: Volksschule GstNr.: 3054/20 Volksschule (Großkadolz, ObjektID: 1927)                                 |
| ja   | Datei hochladen | Figur hl. Florian HERIS-ID: 6056 Objekt-ID: 1931                      | vor Hauptplatz 10 Standort KG: Großkadolz        | 1745 ersuchte die Gemeinde Großkadolz um die Erlaubnis, eine Statue zu Ehren des heiligen Florian errichten zu dürfen. | BDA-Hist.: Q37873539 Status: § 2a Stand der BDA-Liste: 2025-06-30 Name: Figur hl. Florian GstNr.: 3054/2 Statue heiliger Florian (Großkadolz, ObjektID: 1926)                |
| ja   | Datei hochladen | Figurenbildstock Pietà HERIS-ID: 6051 Objekt-ID: 1926                 | vor Ignaz-Zeißl-Platz 10 Standort KG: Großkadolz | Die mit einer Schlingbalustrade umgebene und auf einem Volutensockel befindliche Pietà stammt aus der ersten Hälfte des 19. Jahrhunderts. | BDA-Hist.: Q37873210 Status: § 2a Stand der BDA-Liste: 2025-06-30 Name: Figurenbildstock Pietà GstNr.: 3054/2 Pietà Großkadolz                                               |
| ja   | Datei hochladen | Bildstock, Pestsäule HERIS-ID: 6055 Objekt-ID: 1930                   | in der Kellergasse Standort KG: Großkadolz       | Die spätgotische Pestsäule wurde in einem Stück aus einem Sandsteinblock gefertigt. Sie stammt aus der Zeit um 1500 und wurde 1961 um einige Meter versetzt. | BDA-Hist.: Q37873403 Status: § 2a Stand der BDA-Liste: 2025-06-30 Name: Bildstock, Pestsäule GstNr.: 638/1 Pestsäule (Großkadolz, ObjektID: 1930)                            |
| ja   | Datei hochladen | Glockenturm und Kapelle HERIS-ID: 26074 Objekt-ID: 22529              | Großkadolz 42, neben Standort KG: Großkadolz     | Der Glockenturm mit der Kapelle wurde 1849 auf dem Hauptplatz von Großkadolz errichtet und 1850 eingeweiht. | BDA-Hist.: Q1531940 Status: § 2a Stand der BDA-Liste: 2025-06-30 Name: Glockenturm und Kapelle GstNr.: 3054/2 Glockenturm (Großkadolz, ObjektID: 22529)                      |
| ja   | Datei hochladen | Figurenbildstock heiliger Felix HERIS-ID: 6054 Objekt-ID: 1929        | in der Kellergasse Standort KG: Großkadolz       | Die Statue des heiligen Felix in der Kellergasse steht gemeinsam mit einer Putte auf einem Volutensockel und stammt aus dem dritten Drittel des 18. Jahrhunderts. | BDA-Hist.: Q37873290 Status: Bescheid Stand der BDA-Liste: 2025-06-30 Name: Figurenbildstock heiliger Felix GstNr.: 619/2 Statue heiliger Felix (Großkadolz, ObjektID: 1929) |
| ja   | Datei hochladen | Pranger HERIS-ID: 6058 Objekt-ID: 1933                                | am Hauptplatz Standort KG: Seefeld               | Der Pranger stammt aus dem 16. Jahrhundert. Im Zuge einer 1988 erfolgten Renovierung wurde die 1970 angebrachte Waage entfernt und die historisch nachweisbare Schwerthand angebracht. | BDA-Hist.: Q37873830 Status: § 2a Stand der BDA-Liste: 2025-06-30 Name: Pranger GstNr.: 1298/1 Pranger (Seefeld, ObjektID: 1932)                                             |
| ja   | Datei hochladen | Schloss Seefeld HERIS-ID: 16519 Objekt-ID: 12783                      | Seefeld 1 Standort KG: Seefeld                   | Das Schloss wurde zu Beginn des 18. Jahrhunderts auf den Resten einer im 12. Jahrhundert errichteten Burg erbaut. | BDA-Hist.: Q28828008 Status: Bescheid Stand der BDA-Liste: 2025-06-30 Name: Schloss Seefeld GstNr.: 280 Schloss Seefeld                                                      |
| ja   | Datei hochladen | Schustermühle HERIS-ID: 16522 Objekt-ID: 12786                        | Seefeld 60 Standort KG: Seefeld                  | In den Jahren 1870 bis 1873 errichtete Familie Keller, die bereits in Znaim und Hödnitz je eine Dampfmühle besaß, in Seefeld eine weitere Dampfmühle. Zwischen 1907 und 1907 wurde die Kellermühle von der Firma Newalka in Wien-Favoriten modernisiert. 1927 erwarb der bisherige Geschäftsführer Karl Schuster die Mühle. Am 1. Juli 1991 erwarb Hans Georg Kuefstein die Schustermühle und führte sie noch bis 1993 weiter, dann wurde der Mühlenbetrieb eingestellt. 2001 erwarb die Marktgemeinde Seefeld-Kadolz das gesamte Mühlenareal. | BDA-Hist.: Q37817541 Status: § 2a Stand der BDA-Liste: 2025-06-30 Name: Schustermühle GstNr.: 55/2 Schustermühle (Seefeld, ObjektID: 12786)                                  |
| ja   | Datei hochladen | Pfarrhof HERIS-ID: 16525 Objekt-ID: 12789                             | Seefeld 95 Standort KG: Seefeld                  | Der Pfarrhof von Seefeld, zu dem auch Stallungen, eine Scheune und ein Garten gehörte, wurde zwischen dem 30. März 1699 und dem 28. Mai 1700 vom Baumeister Hans Sylvester aus Znaim errichtet. 1845 wurde er umgebaut und später immer wieder adaptiert. 1995 wurde im Obergeschoß ein Jugendheim eingerichtet. | BDA-Hist.: Q37817679 Status: § 2a Stand der BDA-Liste: 2025-06-30 Name: Pfarrhof GstNr.: 209 Pfarrhof (Seefeld, ObjektID: 12789)                                             |
| ja   | Datei hochladen | Mariensäule HERIS-ID: 6057 Objekt-ID: 1932                            | bei Wilhelm-Kügler-Platz 72 Standort KG: Seefeld | Am 11. Juli 1760 wurde die Erlaubnis, eine Marienstatue in Seefeld aufzustellen, erteilt. 1841 brannten im Bereich der Statue mehrere Gebäude ab. Nachdem sie jahrelang neben einem Wirtshaussaal gelegen war, wurde sie 1953 auf ihrem jetzigen Standort aufgestellt und später renoviert. | BDA-Hist.: Q37873680 Status: § 2a Stand der BDA-Liste: 2025-06-30 Name: Mariensäule GstNr.: 1298/1 Mariensäule (Seefeld, ObjektID: 1933)                                     |
| ja   | Datei hochladen | Dreifaltigkeitssäule HERIS-ID: 16523 Objekt-ID: 12787                 | Seefeld 83, gegenüber Standort KG: Seefeld       | 1831 gelobte Adalbert Öller die Errichtung der Dreifaltigkeitssäule für den Fall, dass seine Familie von der Cholera verschont bleibt. Am 7. Oktober 1832 wurde die Säule benediziert. Im Zuge der Kleindenkmäleraktion der niederösterreichischen Landesregierung wurde die Dreifaltigkeitssäule 1989 renoviert. 1994 folgten das Schutzgitter und die Pflasterung. | BDA-Hist.: Q37817564 Status: § 2a Stand der BDA-Liste: 2025-06-30 Name: Dreifaltigkeitssäule GstNr.: 1298/1 Dreifaltigkeitssäule (Seefeld, ObjektID: 12787)                  |
| ja   | Datei hochladen | Kaiser-Franz-Joseph-Brunnen HERIS-ID: 16524 Objekt-ID: 12788          | Seefeld 89, vor Standort KG: Seefeld             | Anlässlich des 50-jährigen Regierungsjubiläums von Kaiser Franz Joseph I. im Jahr 1898 wurde in 150 Meter Tiefe eine Quelle angebohrt und darüber aus Beton der Brunnen errichtet. Zwar wurde 1966 die Quelle für die Errichtung der Ortswasserleitung neuerlich angebohrt, die Verwendung des Wassers wegen zu hohem Fluorgehalts untersagt. In den letzten Jahren wurde der Brunnen mehrfach renoviert. | BDA-Hist.: Q37817629 Status: § 2a Stand der BDA-Liste: 2025-06-30 Name: Kaiser Franz Joseph-Brunnen GstNr.: 1298/16 Kaiser-Franz-Joseph-Brunnen (Seefeld, ObjektID: 12788)   |
| ja   | Datei hochladen | katholische Pfarrkirche heilige Anna HERIS-ID: 16526 Objekt-ID: 12790 | Seefeld 94, neben Standort KG: Seefeld           | Die der heiligen Anna geweihte Pfarrkirche wurde urkundlich 1254 erstmals erwähnt. 1726 wurde das im Kern romanische beziehungsweise gotische Gebäude umgebaut. | BDA-Hist.: Q37817702 Status: § 2a Stand der BDA-Liste: 2025-06-30 Name: katholische Pfarrkirche heilige Anna GstNr.: 1 Kirche (Seefeld, ObjektID: 12790)                     |